# Triphora ornata
Triphora ornata är en snäckart som först beskrevs av Gérard Paul Deshayes 1832.  Triphora ornata ingår i släktet Triphora och familjen Triphoridae. Inga underarter finns listade i Catalogue of Life.